# Gonatocerus edentulus
Gonatocerus edentulus är en stekelart som beskrevs av Zeya 1995. Gonatocerus edentulus ingår i släktet Gonatocerus och familjen dvärgsteklar. Inga underarter finns listade i Catalogue of Life.